# Aequorea parva
Aequorea parva is een hydroïdpoliep uit de familie Aequoreidae. De poliep komt uit het geslacht Aequorea. Aequorea parva werd in 1905 voor het eerst wetenschappelijk beschreven door Browne. 